# Square Enix Europe
Square Enix Europe (dawniej Sales Curve Interactive, Eidos Interactive) – brytyjski wydawca gier wideo należący do Square Enix mający swoją siedzibę w Londynie.
Square Enix Europe, kryjące się jeszcze wtedy pod swoją poprzednią nazwą Eidos plc, było spółką holdingową w grupie Eidos i właścicielem brytyjskiego wydawcy Eidos Interactive, odpowiedzialnego za takie serie gier jak Just Cause, Tomb Raider czy Hitman. Square Enix przejęło Eidos plc w lutym 2009 roku i połączyło ją ze Square Enix Europe formując jedną spółkę, która pełni funkcję wydawcy i zarządzającego studiami deweloperskimi, takimi jak Crystal Dynamics, IO Interactive, Beautiful Game Studios, Square Enix London Studios i Eidos Montreal.

## Gry

### Sales Curve Interactive
- Alfred's Adventure
- Aqua Aqua
- Carmageddon
- Carmageddon II: Carpocalypse Now
- Carmageddon TDR 2000
- Conflict: Desert Storm
- Conflict: Desert Storm II
- Conflict: Global Terror
- Conflict: Vietnam
- Constantine
- Cool Bricks
- Cyberwar
- Futurama
- Frenzy
- Galleon
- Gender Wars
- Gumball 3000
- Kingdom O' Magic
- Live Wire
- Mille Miglia
- Mr. Tuff (niewydane)
- Rally Championship
- Rally Championship Xtreme
- Richard Burns Rally
- Rolling
- Spellcross
- SWIV
- SWIV 3D
- The Great Escape
- The Italian Job
- The Lawnmower Man
- Thunderbirds
- Total Overdose
- XS

### Eidos Interactive

#### Główne marki

##### SeriaBattlestations
- Battlestations: Midway – 2007
- Battlestations: Pacific – 2009

##### SeriaChampionship Manager
- Championship Manager 2010 – 2009

##### SeriaDeus Ex
- Deus Ex – 2000
- Deus Ex: Invisible War – 2003
- Deus Ex: Bunt ludzkości – 2011
- Deus Ex: The Fall – 2013

##### SeriaFear Effect
- Fear Effect – 2000
- Fear Effect 2: Retro Helix – 2001
- Fear Effect Inferno – Anulowane w 2003

##### SeriaHitman
- Hitman: Codename 47 – 2000
- Hitman 2: Silent Assassin – 2002
- Hitman: Kontrakty – 2004
- Hitman: Krwawa forsa – 2006
- Hitman: Rozgrzeszenie - 2012
- Hitman – 2016

##### SeriaJust Cause
- Just Cause – 2006
- Just Cause 2 – 2010
- Just Cause 3 – 2015

##### SeriaKane & Lynch
- Kane & Lynch: Dead Men – 2007
- Kane & Lynch 2: Dog Days – 2010

##### SeriaLegacy of Kain
- Blood Omen: Legacy of Kain – 1996
- Legacy of Kain: Soul Reaver – 1999
- Soul Reaver 2 – 2001
- Blood Omen 2 – 2002
- Legacy of Kain: Defiance – 2003

##### SeriaShellshock
- Shellshock: Nam '67 – 2004
- Shellshock 2: Blood Trails – 2009

##### SeriaSleeping Dogs
- Sleeping Dogs – 2012
- Sleeping Dogs: Triad Wars – tworzona

##### SeriaThief
- Thief: The Dark Project – 1998
- Thief II: The Metal Age – 2000
- Thief: Deadly Shadows – 2004
- Thief – 2014

##### SeriaTomb Raider
- Tomb Raider – 1996
- Tomb Raider II – 1997
- Tomb Raider III – 1998
- Tomb Raider: The Last Revelation – 1999
- Tomb Raider: Chronicles – 2000
- Tomb Raider: The Angel of Darkness – 2003
- Tomb Raider: Legenda – 2006
- Tomb Raider: Anniversary – 2007
- Tomb Raider: Underworld – 2008
- Lara Croft and the Guardian of Light – 2010
- Tomb Raider – 2013
- Lara Croft and the Temple of Osiris – 2014
- Rise of the Tomb Raider – 2016
- Shadow of the Tomb Raider-2018

##### SeriaUrban Chaos
- Urban Chaos – 1999
- Urban Chaos Riot Response – 2006

#### Gry na licencji
- Wacky Races: Crash and Dash – 2008
- Top Trumps: Doctor Who – 2008
- Age of Conan: Hyborian Adventures – 2008
- Batman: Arkham Asylum – 2009

#### Pozostałe
- Fighting Force – 1997
- Fighting Force 2 – 1999
- Project Eden – 2001
- TimeSplitters – 2000
- TimeSplitters 2 – 2002
- Whiplash – 2003
- Project Snowblind – 2005
- Soul Bubbles – 2008
- Monster Lab – 2008
- Mini Ninjas – 2009
- Marvel's Avengers-2020

### Nadchodzące gry
- Nosgoth (aktualnie w fazie zamkniętej bety)
- Triad Wars